# Électrothermie
L'électrothermie est la discipline scientifique qui étudie l'emploi de l'énergie électrique pour produire de la chaleur, grâce aux résistances et aux pompes à chaleur. Dans le secteur de l'énergie, le terme anglais Power-to-Heat (P2H) est plus utilisé que celui d'électrothermie.
Les technologies associées sont :
- le chauffage électrique ;
- les chauffe-eau à résistance ;
- les pompes à chaleur et par extension les chauffe-eau thermodynamiques ;
- les fours électriques à résistances ;
- les fours à arc électrique.